# Arnold Kübler

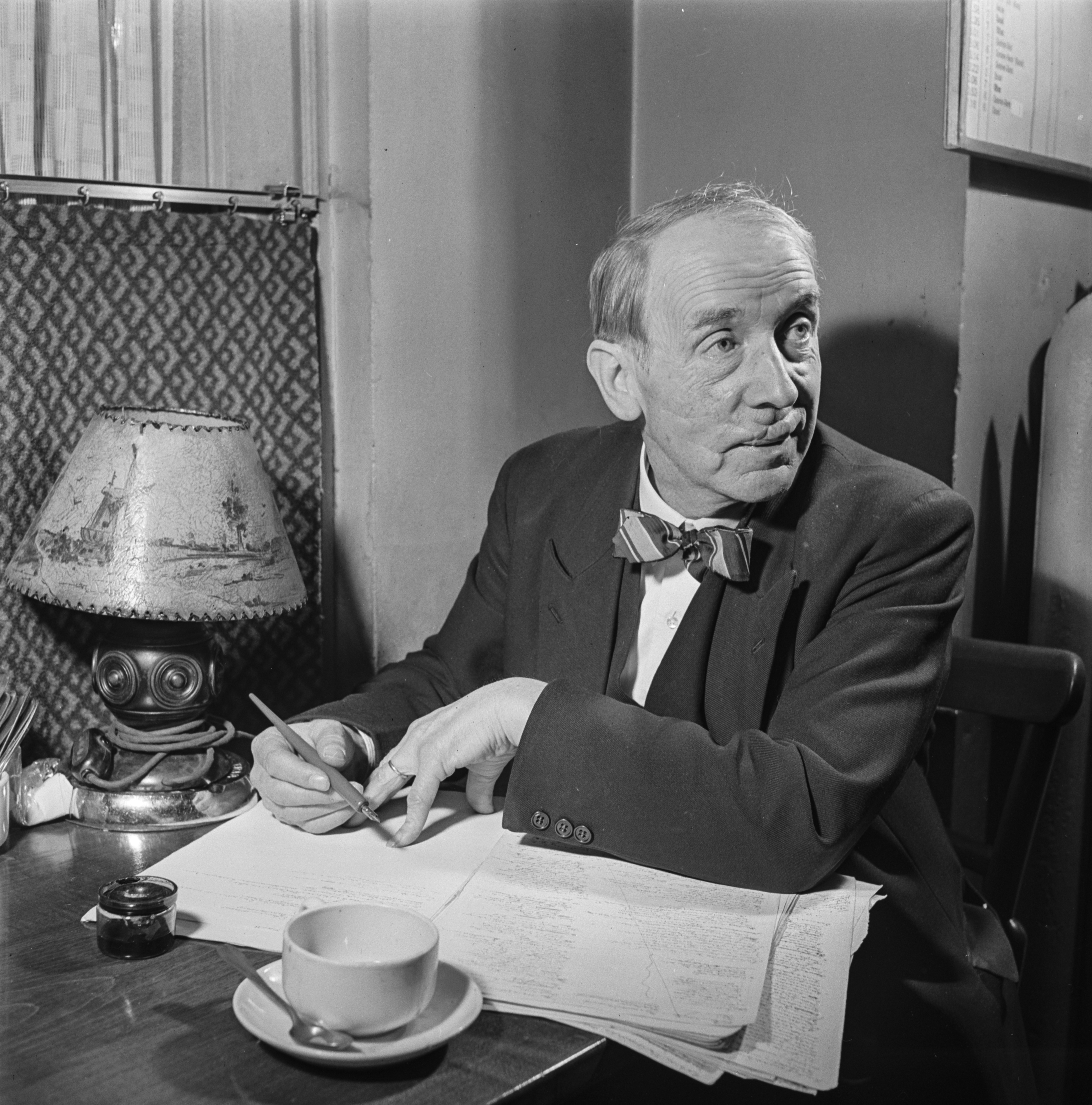
Arnold Kübler, 1951, ETH-Bibliothek Zürich, Comet Photo AG, Com_X-K008-002 / CC BY-SA 4.0

Arnold Kübler (* 2. August 1890 in Wiesendangen; † 27. Dezember 1983 in Zürich) war ein Schweizer Schriftsteller, Zeichner und Journalist. Ab Ende der 1920er Jahre leitete er die Zürcher Illustrierte, 1941 gründete er die Kulturzeitschrift du, deren Chefredaktor er bis 1956 war.

## Leben
Arnold Kübler wuchs als Sohn eines Gastwirts und Bauern in Wiesendangen auf. Sein Geologiestudium sowie eine Bildhauerausbildung brach er ab. Nach dem Ersten Weltkrieg arbeitete er als Schauspieler in Dresden und Berlin. Diese Laufbahn musste er 1926 nach einer Operation wegen Narben im Gesicht aufgeben. 1927 heiratete er Alva Jessen (1887–1965). Das Paar hatte drei Kinder: Jörn Kübler (1922–1975), Olaf Kübler (1924–1987) und Ursula Kübler (1928–2010).
Mit seinem literarischen und publizistischen Schaffen konnte er grössere Erfolge feiern. Nach seiner Rückkehr in die Schweiz 1926 wurde er 1929 zum Chefredaktor der Zürcher Illustrierten berufen. 1941 gründete Kübler die Kulturzeitschrift du, die er während 16 Jahren führte. Er betätigte sich in seinen Positionen als Kulturvermittler und Impulsgeber, vernachlässigte aber seine eigenen künstlerischen Ausdrucksformen nicht: In den 60er-Jahren trat er mit grossem Erfolg als Einmannkabarett wieder auf die Schauspielbühne.
Daneben war Kübler zeichnerisch und auch literarisch tätig, was er in mehreren seiner Bücher verbinden konnte, z. B. in dem Reisebericht Paris–Bâle à pied. Bericht und Zeichnungen von einer 500-km-Fußreise in 28 Tagen (1967). In seinen Öppi-Romanen schilderte Kübler auf über 2’000 Seiten autobiografische Begebenheiten.

## Auszeichnungen
- 1954: Carl-Heinrich-Ernst-Kunstpreis
- 1963: Literaturpreis der Stadt Zürich
- 1966: Kulturpreis der Stadt Winterthur
- 1980: Schillerpreis der Zürcher Kantonalbank

## Werke

### Prosawerke
- Der verhinderte Schauspieler. Roman. Morgarten, Zürich 1934
  - Neuauflage, hg. v. Peter von Matt: Nagel & Kimche, Zürich 2006, ISBN 3-312-00371-7
- Das Herz, die Ecke, der Esel und andere Geschichten. Schweizer Bücherfreunde, Zürich 1939
- Öppi von Wasenwachs. Der Bub ohne Mutter. Roman. Morgarten, Zürich 1943; 2. bearb. A. 1965
- Öppi der Student. Roman. Morgarten, Zürich 1947; 2. A. 1966
- Öppi und Eva. Roman. Morgarten, Zürich 1951; 2. A. 1969
- Velodyssee. Ein sportliches Epos. Diogenes, Zürich 1955
- In Alfred Huggenbergers Land. Eine Winterreise mit Zeichnungen des Verfassers, Zürich 1958
- Mitenand, gägenenand, durenand. Ein Bildbuch vom Umgang mit dem Nächsten in der Schweiz. Ex Libris, Zürich 1959
- Zürich erlebt, gezeichnet, erläutert. Artemis, Zürich 1960
- 48 heitere Geschichten. Ex Libris, Zürich 1961
- Das Wagnis. Eines Zürchers Büchlein über Basel. National-Zeitung, Basel 1961
- Stätten und Städte. Erlebt, gezeichnet, erläutert, Zürich 1963
- Öppi der Narr. Roman. Artemis, Zürich 1964
  - Neuausgabe der 4 Romane als: Öppi-Romane. Limmat, Zürich 1991, ISBN 3-85791-184-0
- Zeichne, Antonio! Werkbuch. Artemis, Zürich 1966
- Babette, herzlichen Gruss. Vorwiegend wahre Berichte und Zeichnungen. Ex Libris, Zürich 1967
- Paris–Bâle à pied. Bericht und Zeichnungen von einer 500-km-Fußreise in 28 Tagen. Artemis, Zürich 1967
- Sage & schreibe! Humoristisch-kabarettistisch-autobiographischer Beitrag zur Kulturgeschichte der Stadt Zürich. Artemis, Zürich 1969
- Israel – ein Augenschein. Bericht mit Zeichnungen. 1970
- Verweile doch. Meist heitere Berichte mit Zeichnungen. Artemis, Zürich 1974

### Theaterstücke
- Schuster Aiolos. Komödie in drei Akten. Kiepenheuer, Potsdam 1922
- Schauenberg und Rakkertal. Lustspiel. 1925
- De schwarz Panther. Mundart-Komödie. Volksverlag, Elgg 1967